# La Trinité (Alpes-Maritimes)
La Trinité település Franciaországban, Alpes-Maritimes megyében. Lakosainak száma 10 485 fő (2022. január 1.). La Trinité Cantaron, Drap, Èze, Nizza, Peille, Peillon és La Turbie községekkel határos.

## Népesség
A település népességének változása:
| Lakosok száma | 4787 | 8279 | 10 197 | 9925 | 10 232 | 10 222 | 10 017 | 10 115 | 10 103 | 10 485 |
|               | 1968 | 1982 | 1990   | 2006 | 2013   | 2015   | 2017   | 2019   | 2020   | 2022   |